# ZAC Porte-de-Vincennes
La ZAC Porte-de-Vincennes est une zone d'aménagement concerté située dans les 12e et 20e arrondissements de Paris.

## Situation et accès
D'une superficie de 27 hectares, le périmètre de la « ZAC Porte-de-Vincennes » est délimité par la rue Maryse-Hilsz, la rue de Lagny, le boulevard Davout, l'avenue Courteline, la rue Élie-Faure et la rue du Commandant-L'Herminier,

## Historique
Après une phase d'études démarrée en 2002, la « ZAC Porte-de-Vincennes » est créée par délibération du Conseil de Paris des 12 et 13 novembre 2013.

## Équipements et logements
Les aménagements se répartissent en 24 500 m2 de bureaux, 6 600 m2 de Commerces, artisanats et services, 4 110 m2 d'équipements publics, création de voirie et d'espaces
verts et de 2 600 m2 de logements étudiants et jeunes travailleurs.

## Voies
Voies entièrement ou partiellement incluses dans la « ZAC Porte-de-Vincennes »,
- Rue Albert-Willemetz
- Square Benoît-Frachon
- Boulevard Carnot
- Rue du Chaffault
- Rue Changarnier
- Rue du Commandant-L'Herminier
- Avenue Courteline
- Rue Cristino-Garcia
- Square Cristino-Garcia
- Boulevard Davout
- Square Delaporte
- Rue Élie-Faure
- Square de l'Esterel
- Rue Fernand-Foureau
- Square Fernand-Foureau
- Boulevard de la Guyane
- Rue Jeanne-Jugan
- Rue de Lagny
- Avenue Lamoricière
- Rue Lippmann
- Rue Louis-Delaporte
- Rue Maryse-Hilsz
- Rue Noël-Ballay
- Jardin de la Rue-Noël-Ballay
- Square de la Paix
- Boulevard Soult
- Avenue Vincent-d'Indy
- Porte de Vincennes
- Avenue de la Porte-de-Vincennes
- Jardin d'immeubles de la Porte-de-Vincennes
- Cours de Vincennes
- Square du Var